# Sejm zwyczajny 1729
Sejm zwyczajny 1729 – I Rzeczypospolitej, został zwołany 3 czerwca 1729 roku do Grodna.
Sejmiki przedsejmowe w województwach odbyły się 11 lipca 1729 roku.
Obrady sejmu trwały od 22 do 29 sierpnia 1729 roku. Sejm grodzieński został zerwany manifestem 19 posłów w interesie Potockich, opozycji litewskiej, biskupa smoleńskiego Bogusława Gosiewskiego, przy rosyjskich zachętach. przez Jana Antoniego Horaina, przy współudziale m.in.: Antoniego Sapiehy, Stanisława Potockiego, Ignacego Ogińskiego, Sirucia  przed obiorem marszałka.